# Cốt toái bổ
Cốt toái bổ hay còn được gọi dưới các tên Tắc kè đá, Ráng bay, Hộc quyết, Hầu khương, Hồ tôn khương, Thân khương, Tổ phượng, Tổ rồng, Tổ diều, Co tạng tó, Co in tó, (danh pháp khoa học: Aglaomorpha fortunei) là một loài cây phụ sinh trong họ Dương xỉ (Polypodiaceae), bộ Polypodiales.

## Đặc điểm sinh học
- Là loài cây lâu năm
- Thân rễ bò, dẹp, có khi phân nhánh, mọng nước, phủ lông dạng vẩy màu nâu sét hoặc vàng bóng.
- Lá: có hai loại
  - Một là lá bất thụ, hứng mùn: không cuống, màu nâu, hình trái xoan, gốc hình tim có gân nổi rõ, mép lá có răng nhọn, dài 5–8 cm, rộng 3–6 cm, phủ kín thân rễ có tác dụng thu mùn.
  - Hai là lá hữu thụ: có cuống, màu xanh, dày, dai, không lông, xẻ thùy sâu hình lông chim, mặt dưới có nhiều túi tử nang xếp thành hàng hai bên gân; bào tử hình tròn hoặc hình trái xoan màu vàng nhạt. Lá dài 10–40 cm, rộng 8–15 cm.
- Cây sống phụ sinh trên đá ở rừng núi đá vôi ẩm hoặc cây gỗ ở rừng thường xanh mưa mùa ẩm nhiệt đới, ở độ cao từ 200 – 1600 m.

## Phân bổ
- Ở Việt Nam thường được tìm thấy ở các tỉnh miền Bắc: Cao Bằng (Hạ Lang, Phục Hòa, Quảng Uyên, Hà Quảng, Trùng Khánh), Lạng Sơn (Tràng Định, Bắc Sơn, Chi Lăng: Đồng Mỏ), Hòa Bình (Mai Châu, Đà Bắc), Ba Vì, Hải Hưng (Chí Linh), Thanh Hóa (Cẩm Thủy), Nghệ An (Kỳ Sơn), Hà Tĩnh.
- Cây thường mọc hoang ở vách núi đá, trên các cây to hoặc dọc suối.
- Ngoài ra cây cũng được tìm thấy tại Trung Quốc, Lào

## Thu hái
Thân rễ thu hái quanh năm, cắt bỏ rễ con và phần lá còn sót lại, cạo hay đốt hết lông, rửa sạch cắt thành miếng mỏng rồi phơi hay sấy khô.

## Dược tính
- Có vị đắng tính ẩm, bổ thận chỉ huyết, mạch gân cốt. Dùng chữa đau lưng, sưng đau khớp, ngã chấn thương tụ máu, bong gân, dập sương, ù tai chảy máu chân răng, thận hư. Ngày dùng 6-12g, dạng thuốc sắc ngâm rượu. Dùng ngoài giã đắp lên chỗ sưng đau không kể liều lượng. Loài Drynaria bonii Christ cũng được gọi là bổ cốt toái và có cùng công dụng.
- Tăng cường sự hấp thu calci của xương, nâng cao lượng Phosphor và calci trong máu giúp cho chóng liền xương
- Phòng ngừa lipid huyết cao, làm giảm lipid máu cao và phòng ngừa được chứng xơ mỡ mạch, chữa bong gân tụ máu
- Chữa thận hư (suy giảm chức năng nội tiết), ỉa chảy kéo dài, ù tai. Thực nghiệm trên chuột lang, nhận thấy thuốc có tác dụng làm giảm độc của Kanamycin sulfat đối với tai trong, nhưng sau khi ngưng thuốc, tai vẫn bị điếc vẫn phát triển.